# Nikolai Petrowitsch Rakow
Nikolai Petrowitsch Rakow (russisch Николай Петрович Раков, wiss. Transliteration Nikolaj Petrovič Rakov; * 1.jul. / 14. März 1908greg. in Kaluga; † 3. November 1990 in Moskau) war ein russischer Komponist.

## Leben
Rakow studierte zunächst Violine an der Rubinstein-Musikschule und Komposition am Moskauer Konservatorium bei Reinhold Glière und Sergei Wassilenko. Nach Abschluss seiner Studien im Jahre 1931 wurde er im folgenden Jahr Assistent von Glière am Moskauer Konservatorium, bevor er 1935 selbst Lehrer und 1943 schließlich Professor für Instrumentation an derselben Stätte wurde. Daneben gab er Konzerte als Geiger und Dirigent. Außerdem schrieb er einige Bücher zu Fragen der Instrumentation. Zu seinen Schülern zählen Edisson Denissow, Boris Tschaikowski sowie Nikolai Peiko, Andrei Eschpai und Alfred Schnittke. Im Jahre 1946 erhielt Rakow für sein erstes Violinkonzert den Stalinpreis, 1975 wurde ihm der Titel Volkskünstler der RSFSR verliehen, 1989 wurde er als Volkskünstler der UdSSR ausgezeichnet.

## Stil
Rakow war ein äußerst traditioneller Komponist; viele seiner Werke gehen stilistisch nur wenig über Alexander Glasunow und Reinhold Glière hinaus. Uneingeschränkte Tonalität, spätromantische Harmonik und fließende Melodik sind Kennzeichen seiner Werke. Dabei spielt das nationale Idiom immer eine sehr wichtige Rolle. In späteren Werken zeigte Rakow teilweise Interesse am Neoklassizismus. Er vermochte es, sehr instrumentengerecht und klangvoll zu komponieren. Besondere Aufmerksamkeit schenkte er der Musik für Kinder und schrieb zahlreiche Klavierstücke zum pädagogischen Gebrauch, aber auch instruktive Kammermusik. Diese Werke erfreuten sich in der Sowjetunion großer Beliebtheit. Rakows bekanntestes Werk dürfte sein erstes Violinkonzert sein, das durch David Oistrach verbreitet wurde.

## Werke
- Orchesterwerke
  - Sinfonie Nr. 1 D-Dur (1940, rev. 1958)
  - Sinfonie Nr. 2 F-Dur „Jugendsinfonie“ (1957)
  - Sinfonie Nr. 3 C-Dur „Kleine Sinfonie“ für Streichorchester (1962)
  - Sinfonie Nr. 4 (1973)
  - Sinfonietta für Streichorchester g-Moll (1958)
  - „Mari-Suite“ (1931)
  - „Russische Ouvertüre“ (1947)
  - „Konzertsuite“ (1949)
  - 4 Konzerte für Klavier und Streichorchester (1969, 1969, 1973, 1977)
  - Violinkonzert Nr. 1 e-Moll (1944)
  - Violinkonzert Nr. 2 a-Moll (1954–63)
  - Concertino für Violine und Streichorchester d-Moll (1960)
  - Konzertfantasie für Klarinette und Orchester g-Moll (1968)
- Kammermusik
  - Violinsonaten (1951, 1974)
  - Sonatinen für Violine und Klavier
  - Neun Stücke für Violoncello und Klavier (1959)
  - 2 Quartette für 4 Violoncelli (1984, 1986)
  - 2 Oboensonaten (1951, 1978)
  - 2 Klarinettensonaten (1956, 1975)
  - Sonatina für Klarinette und Klavier (1963)
  - 3 Sonatinen für Harfe und Klavier (1965, 1970, 1971)
  - Lieder und Romanzen
- Klaviermusik
  - 4 Sonaten (Nr. 1 1959, Nr. 2 1973)
  - Sonatinen (Nr. 1 e-Moll, 1954, Nr. 4 c-Moll, Nr. 16 C-Dur, 1980)
  - Variationen h-Moll (1949)
  - 5 Préludes (1936)
  - Wasserfarben, 9 Stücke (1945)
  - 24 Kinderstücke in allen Tonarten (1961)
  - 20 Konzertetüden (1929–74)
  - zahlreiche kleinere Stücke